# Kościół św. Hieronima w Hercegu Novim
Kościół św. Hieronima – kościół rzymskokatolicki w Hercegu Novim w Czarnogórze.
Pierwszy kościół pod wezwaniem św. Hieronima powstał w XVII wieku na fundamentach dawnego meczetu. W XIX wieku kościół został rozebrany, zaś na jego miejscu w 1856 wybudowano obecny, znacznie obszerniejszy budynek, w stylu barokowym, na planie krzyża. Obok kościoła wznosi się wolno stojąca dzwonnica (sama świątynia nie posiada wieży). Budynki znajdują się w obrębie Starego Miasta w Hercegu Novim. Fasadę obiektu zdobi rozeta, główne drzwi są zdobione portalem.
We wnętrzu znajdują się obrazy o tematyce religijnej autorstwa Tripo Kokolja. W ołtarzu głównym znajduje się obraz z wizerunkami św. Hieronima, św. Klary, św. Filip Neri i św. Antoni na tle panoramy Herceg Novi. Obecny wygląd świątyni jest wynikiem odbudowy po trzęsieniu ziemi w 1979 roku.